# Williams FW09
O FW09/FW09B é o modelo da Williams da última prova da temporada de 1983 e a versão B até a nova prova da temporada de 1984 da Fórmula 1. O FW09 teve como condutores: Keke Rosberg e Jacques Laffite na última prova de 1983, o GP da África do Sul e no campeonato de 1984 até o GP de Dallas. O FW09B também teve como condutores: Rosberg e Laffite a partir do GP da Grã-Bretanha até o final do campeonato.

## Resultados[1][2]
(legenda) (em negrito indica pole position)
| Ano  | Chassi | Motor                 | Pneus | N° | Pilotos         | 1   | 2   | 3   | 4   | 5   | 6   | 7   | 8   | 9   | 10  | 11  | 12  | 13  | 14  | 15  | 16  | Pontos | Posição |  |
| ---- | ------ | --------------------- | ----- | -- | --------------- | --- | --- | --- | --- | --- | --- | --- | --- | --- | --- | --- | --- | --- | --- | --- | --- | ------ | ------- |  |
|      |        |                       |       |    |                 |     |     |     |     |     |     |     |     |     |     |     |     |     |     |     |     |        |         |  |
|      |        |                       |       |    |                 | BRA | USW | FRA | SMR | MON | BEL | USE | CAN | GBR | GER | AUT | NED | ITA | EUR | RSA |     |        |         |  |
| 1983 | FW09   | Honda RA163E V6 Turbo | G     | 1  | Keke Rosberg    |     |     |     |     |     |     |     |     |     |     |     |     |     |     | 5   |     | 21     | 11º     |  |
| 1983 | FW09   | Honda RA163E V6 Turbo | G     | 2  | Jacques Laffite |     |     |     |     |     |     |     |     |     |     |     |     |     |     | Ret |     | 21     | 11º     |  |
|      |        |                       |       |    |                 |     |     |     |     |     |     |     |     |     |     |     |     |     |     |     |     |        |         |  |
|      |        |                       |       |    |                 | BRA | RSA | BEL | SMR | FRA | MON | CAN | USE | DAL | GBR | GER | AUT | NED | ITA | EUR | POR |        |         |  |
| 1984 | FW09   | Honda RA164E V6 Turbo | G     | 5  | Jacques Laffite | Ret | Ret | Ret | Ret | 8   | 8   | Ret | 5   | 4   |     |     |     |     |     |     |     | 25.5   | 6º      |  |
| 1984 | FW09B  | Honda RA164E V6 Turbo | G     | 5  | Jacques Laffite |     |     |     |     |     |     |     |     |     | Ret | Ret | Ret | Ret | Ret | Ret | 14  | 25.5   | 6º      |  |
| 1984 | FW09   | Honda RA164E V6 Turbo | G     | 6  | Keke Rosberg    | 2   | Ret | 4   | Ret | 6   | 42  | Ret | Ret | 1   |     |     |     |     |     |     |     | 25.5   | 6º      |  |
| 1984 | FW09B  | Honda RA164E V6 Turbo | G     | 6  | Keke Rosberg    |     |     |     |     |     |     |     |     |     | Ret | Ret | Ret | 8   | Ret | Ret | Ret | 25.5   | 6º      |  |

↑1  Do GP do Brasil até a Europa, utilizou o chassi FW08C marcando 36 pontos.
↑2  Prova encerrada com 31 voltas por causa da chuva. Como o número de voltas da corrida não teve 75% da distância percorrida, foi atribuído metade dos pontos